# Rachel Ruysch

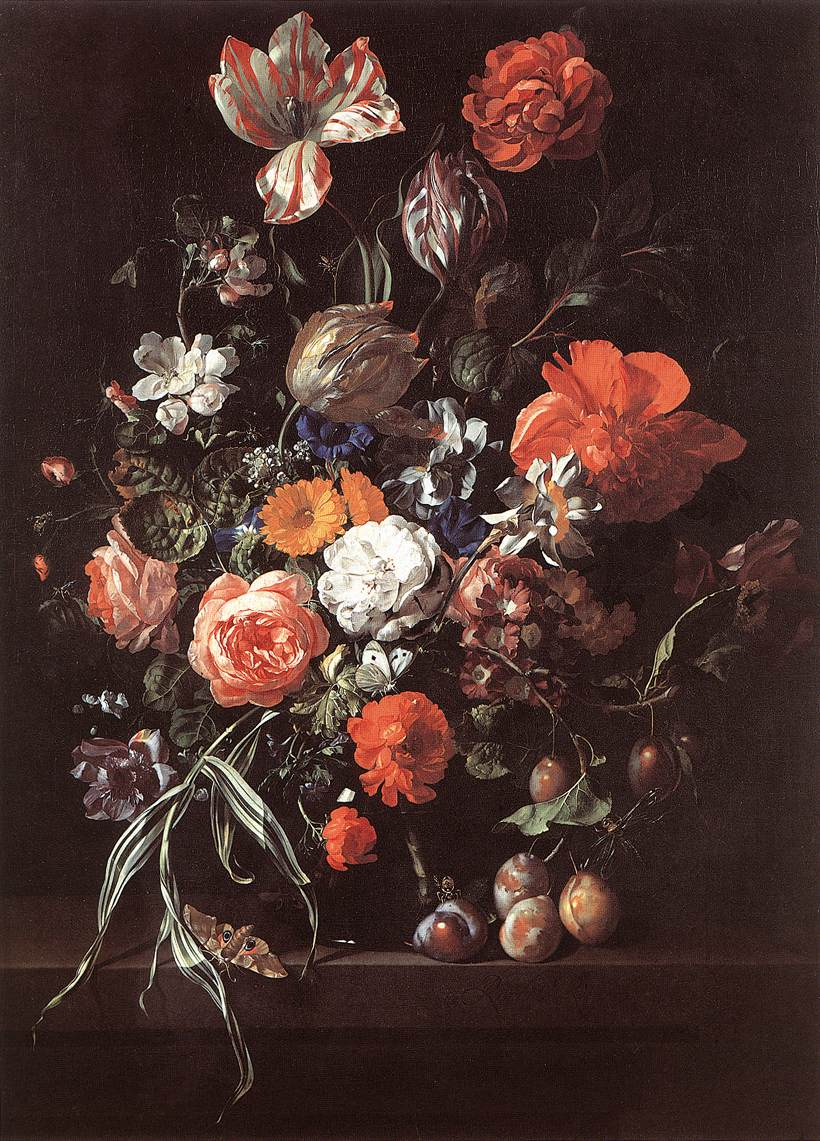
Rachel Ruysch: Bloemstilleven, 1704, Koninklijke Musea voor Schone Kunsten van België, Brussel

Rachel Ruysch (Den Haag, gedoopt 3 juni 1664 – Amsterdam, 1750) was een Hollandse schilder uit de barok. Ze was een van de bekendste vrouwelijke kunstschilders van haar tijd en werd geroemd om haar bloemstillevens.

## Biografie
Ruysch werd geboren in Den Haag maar verhuisde op driejarige leeftijd naar Amsterdam toen haar vader, Frederik Ruysch, werd benoemd tot hoogleraar in de anatomie en de plantkunde aan het Athenaeum Illustre. Haar moeder was een dochter van Pieter Post, de architect en een nicht van Frans Post, de Braziliaanse schilder. Haar vader stuurde haar op vijftienjarige leeftijd in de leer bij Willem van Aelst, een vooraanstaande schilder, bekend om zijn bloemstillevens. Haar jongere zuster Anna werd ook tot kunstschilder opgeleid.
Vader Ruysch was inmiddels een vooraanstaand anatoom en botanicus, die in 1685 werd aangesteld in de Hortus Botanicus Amsterdam. Hij was beroemd vanwege zijn kennis van het prepareren van menselijke anatomie en kreeg in 1697 bezoek van Peter de Grote. Rachel had de potten met onder andere een vagina en een kinderlijkje versierd met bloemen en kant. Mogelijk zag de tsaar rotspartijen bestaande uit nierstenen. Rachel was een uitstekend decorateur.
Zij trouwde in 1693 met de portretschilder Jurriaen Pool (1666-1745) met wie ze tien kinderen kreeg. In 1701 werd Ruysch als eerste vrouw lid van het kunstschildersgilde Confrerie Pictura in Den Haag. In die tijd maakte ze veel grote bloemstukken voor haar internationale clientèle. In 1708 ging ze een aantal jaren werken als hofschilder voor keurvorst Johan Willem van de Palts in Düsseldorf. De keurvorst van de Palts had in 1695 haar vader bezocht en haar werk gezien. Nadat Eglon van der Neer, sinds 1698 eveneens hofschilder voor de keurvorst, in 1703 was overleden, leverden ook Jan Weenix en Adriaen van der Werff jaarlijks werk in voor het hof. In 1723 won het echtpaar de hoofdprijs in een loterij; 75.000 gulden. Ruysch bleef actief schilderen tot op 84-jarige leeftijd.

## Werken
Een bloemstilleven van Ruysch bestaat altijd uit een zorgvuldig samengesteld boeket waarbij elke afzonderlijke bloem in detail uitgewerkt is. De achtergrond is donker, dit in tegenstelling tot de bloemstillevens van Jan van Huijsum. Ondanks de verminderde populariteit van bloemstillevens bleef haar reputatie hoog. Er zijn zo'n 100 schilderijen van haar hand bekend. Haar zuster Pieternel was getrouwd met bloemtekenaar Jan Munnicks.
Op een van haar bloemstukken is niet alleen een raam te zien, maar bovendien zij zelf achter haar schildersezel.

## Trivia
- Een krater op Mercurius is naar Ruysch vernoemd op 22 november 2013.[3]